# Jambi (Sultan Daulat)
Jambi is een bestuurslaag in het regentschap Subulussalam van de provincie Atjeh, Indonesië. Jambi telt 1254 inwoners (volkstelling 2010).